# Vernéřovice
Vernéřovice (niem. Wernersdorf) – gmina w Czechach, w powiecie Náchod, w kraju hradeckim. Według danych z dnia 1 stycznia 2014 liczyła 337 mieszkańców.

## Zabytki
- Kościół św. Michała Archanioła w Vernéřovicach, barokowy, wybudowany według planów Christophera Dientzenhofera i jego syna Kiliána Ignáca; należy do Broumovskiej grupy kościołów[2]. Ściany kościoła, wybudowanego na planie elipsy, podzielone są pilasterami, połączonymi pod gzymsem poziomym pasem oplatającym całą świątynię. W każdym tak wyznaczonym prostokącie, w centralnym miejscu znajduje się okno. Po zachodniej stronie stoi pryzmatyczna wieża z głównym wejściem, wybudowana na planie kwadratu, zwieńczona kopułą. Natomiast po wschodniej stronie zakrystia o tym samym kształcie[3]
- Kaplica pw. Matki Bożej Wspomożycielki, zdewastowana po II wojnie światowej. Na początku XXI wieku sprzedana firmie Strooikaasmusic (Hans Brussee, Marjolijn de Graaf), która rozpoczęła odbudowę. Obiekt nazwany Soulkosetel nie jest wykorzystywany do celów religijnych, ale jest miejscem wielu wydarzeń kulturalnych, zwłaszcza koncertów muzycznych[4].
- Cmentarz w Vernéřovicach
- Kaplica Dobrej Woli w Vernéřovicach
- Plebania w Vernéřovicach

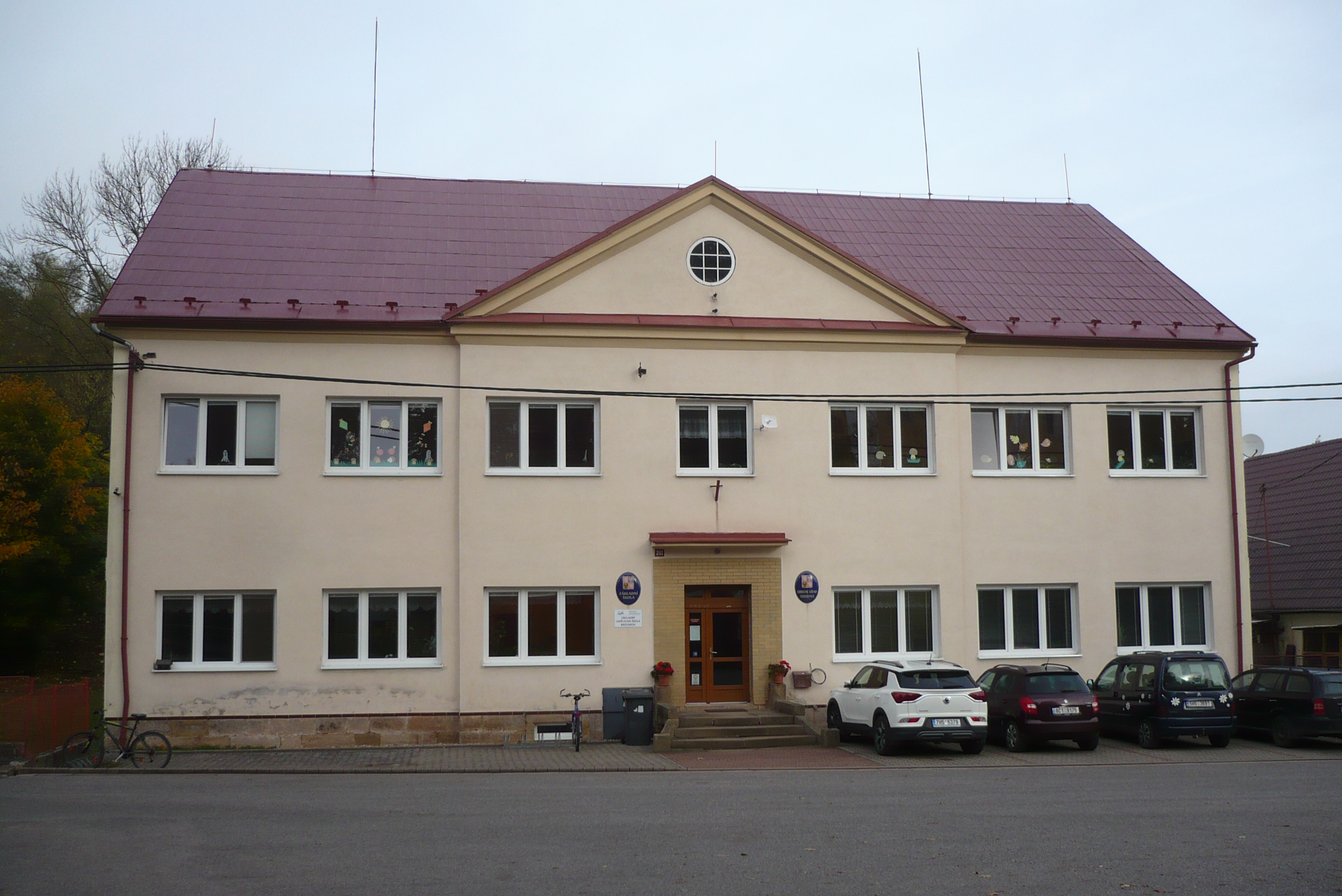
Urząd Gminy
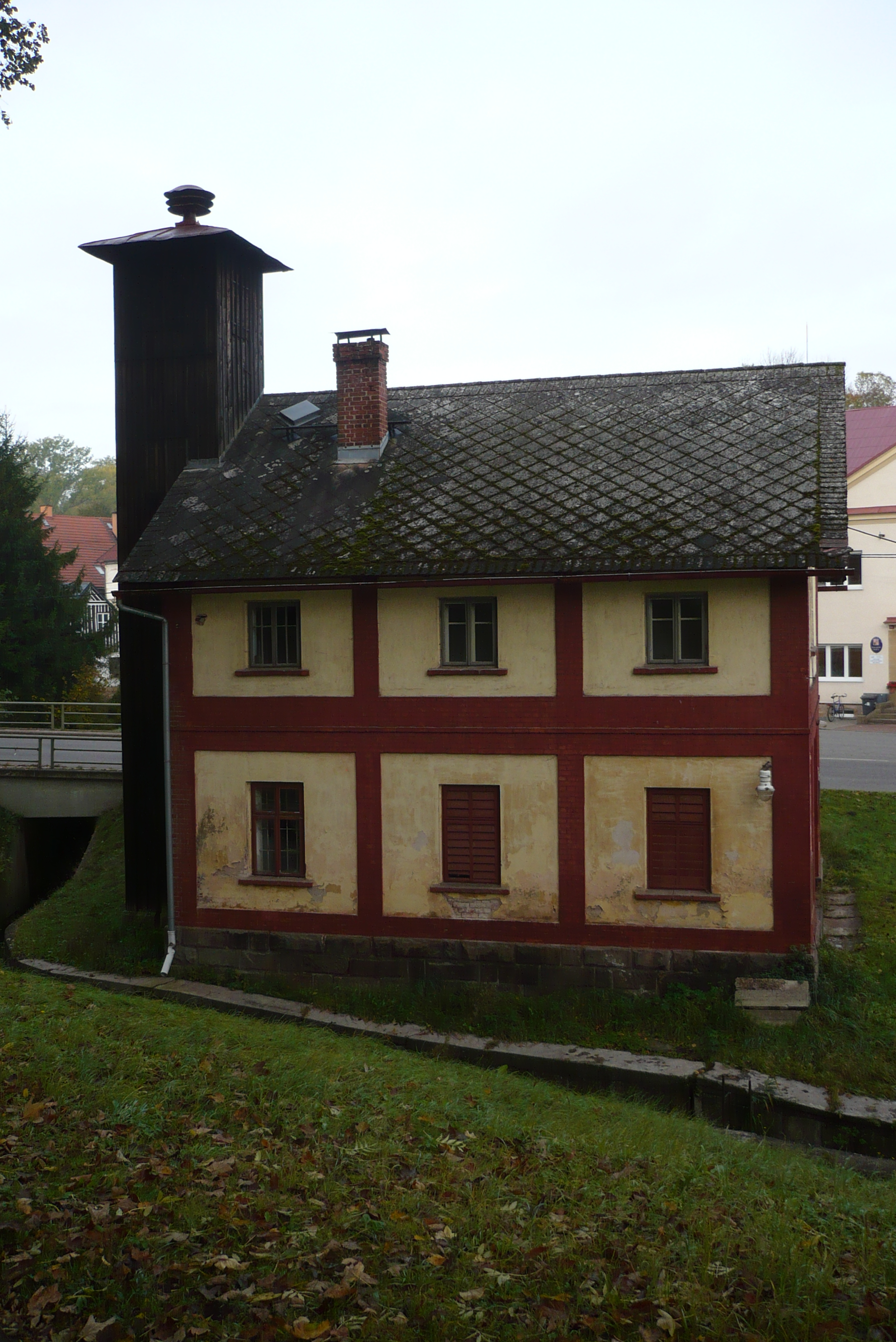
Remiza
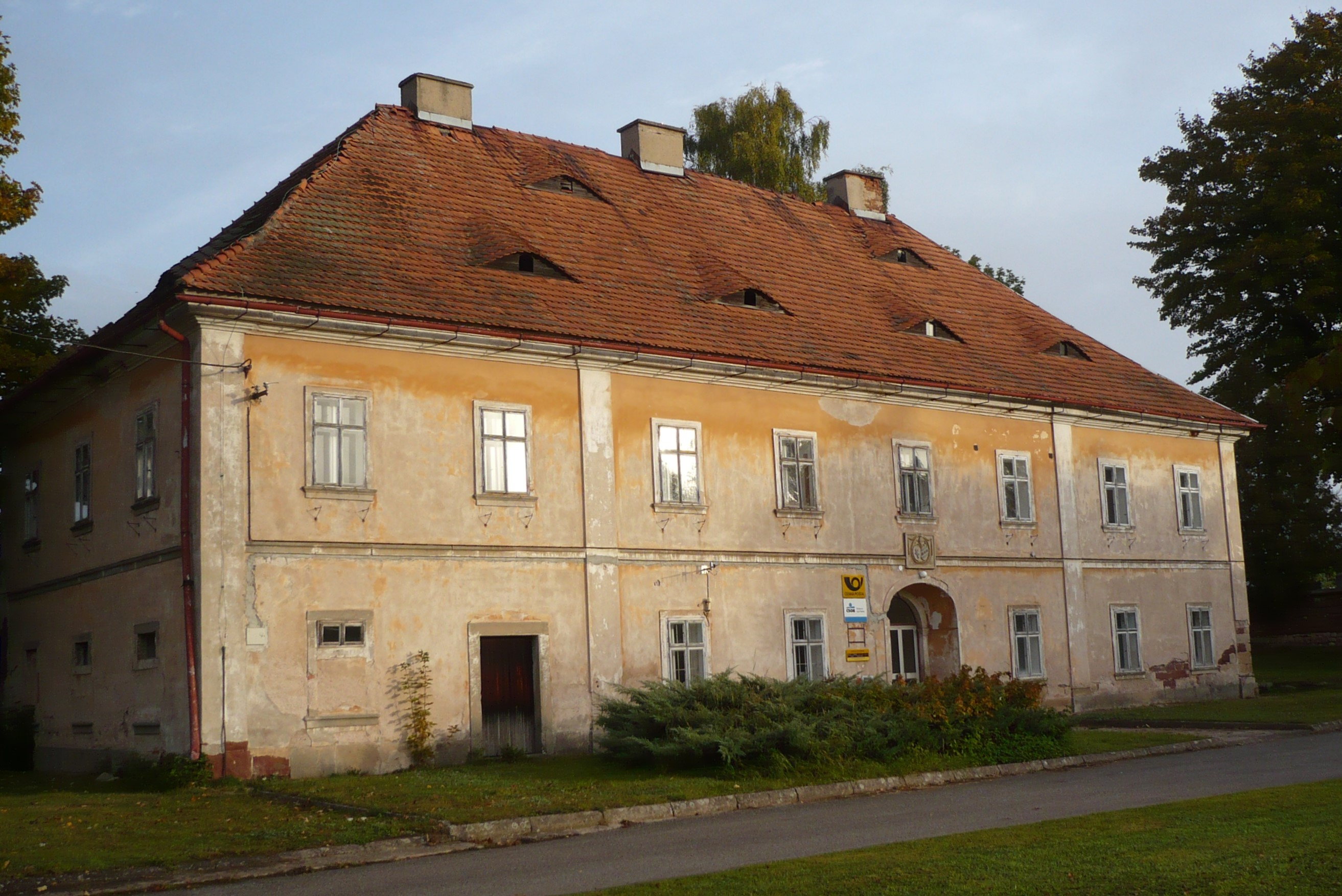
Plebania w Vernéřovicach
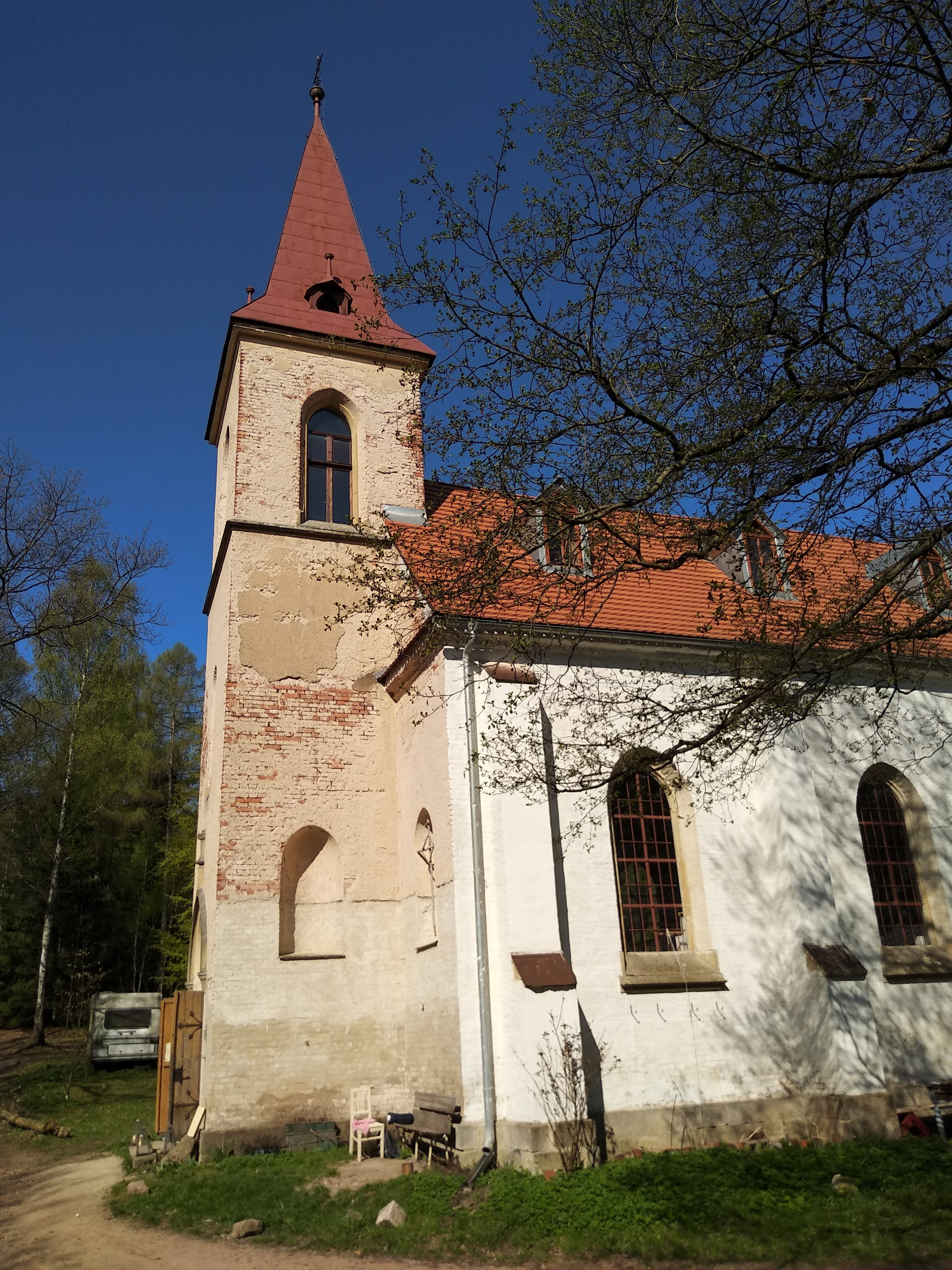
Kaplica MB Wspomożycielki